# The Mount Fuji Doomjazz Corporation
The Mount Fuji Doomjazz Corporation — сайд-проект участников группы The Kilimanjaro Darkjazz Ensemble, основанной в Утрехте в 2007 году.

## История
Идея этого проекта родилась, когда музыканты The Kilimanjaro Darkjazz Ensemble захотели полностью посвятить себя импровизационной музыке. Изначально не было намерения выпускать какие-либо записи. Однако ранние выступления группы уже были задокументированы, так что выступление 24 февраля 2007 года на амстердамском Overtoom 301 в июне того же года было выпущено как первый альбом Doomjazz Future Corpses! через Ad Noiseam.
В последующие годы группа выступала на международном уровне и документировала различные выступления в качестве дальнейших публикаций в разных составах. Джейсон Коэнен и Гидеон Кирс выступили самым компактным составом, и, помимо музыкантов Kilimanjaro Darkjazz Ensemble, к выступлениям добавились и другие приглашённые музыканты. Свободная коллективистская форма группы влияла на музыку в каждом новом составе не меньше, чем локации, аудитория и личное настроение музыкантов.
Проект прекратил существование в 2013 году.

## Дискография
Концертные альбомы
- Doomjazz Future Corpses! (2007, Ad Noiseam, Denovali Records)
- Succubus (2009, Ad Noiseam, Denovali Records)
- Anthropomorphic (2011, Denovali Records)
- Егор (2012, Ad Noiseam, Denovali Records)
- Live at Roadburn (2013, Roadburn)

В 2017 году Denovali Records начали переиздание полного бэк-каталога группы.